# Одопту-море (нафтогазоконденсатне родовище)
Одопту-море — нафтогазоконденсатне родовище на шельфі острова Сахалін (Росія). Відноситься до Сахалінської нафтогазоносної області Охотоморської нафтогазоносної провінції.
Станом на середину 1970-х років на суходолі Сахаліну вже розроблялись поклади родовища Одопту. Для перевірки припущень щодо продовження родовища на шельф у 1971-му році була пробурена пошукова свердловина № 26, яка забурювалась з берегом та спрямовувалась під дно моря з відхиленням від вертикалі у 650 метрів. Вона вперше підтвердила наявність покладів вуглеводнів на мілководді біля острова. У наступному році з Одоптинської коси спорудили ще одну пошукову свердловину Одопту-море № 1, відхилення якої від вертикалі досягло 2400 метрів. Після цього вирішили приступити до буріння безпосередньо в морі, для чого передбачалось орендувати в капіталістичних країнах плавучу бурову установку. Перше із зафрахтованих суден потрапило в шторм та затонуло біля Японії, тому довелось укладати угоду на використання другої, якою стала американська автопідйомна бурова установка «Боргстен Долфін». Осінню 1977 споруджена нею свердловина відкрила приплив високоякісної нафти.
Запаси Одопту-море за російською класифікаційною системою по категоріях АВС1+С2 складають 90 млрд м³ газу, 2 млн т конденсату та 44 млн т нафти.
У зв'язку з відсутністю вітчизняних технологій морських льодостійких платформ, ряд родовищ шельфу Сахаліна визначили для розробки на основі угод про розподіл продукції з провідними міжнародними нафтогазовими компаніями. Одопту-море потрапило до проекту Сахалін-1, разом із Чайво та Аркутун-Дагі. Угода була підписана у 1996 році, до 2004-го провадилась дорозвідка з бурінням оціночних свердловин, після чого першим у розробку ввели родовище Чайво. По завершенні на останньому першого етапу буріння у 2009 році на Одопту-море перемістили берегову бурову установку «Яструб», за допомогою якої споруджують похило-спрямовані свердловини з великим відхиленням від вертикалі. Побудована у 2011 році на Одопту свердловина ОР-11 на певний час стала світовим рекордсменом серед такого типу споруд, маючи при довжині по стовбуру 12 345 метрів відхід від точки забурювання у 11475 метрів. Утім, вже наступного року повернута на Чайво установка «Яструб» спорудила там нову рекордну свердловину.
Продукція Одопту надходить на береговий комплекс із підготовки нафти й газу на родовищі Чайво. Після цього рідкі вуглеводні направляють на відвантажувальний термінал у бухті Де-Кастрі на узбережжі Хабаровського краю, для чого трубопровід довжиною 226 км перетинає Сахалін і Татарську протоку. Газ постачатиметься споживачам через систему Сахалін-Хабаровськ-Владивосток.